# Гал
Вижте пояснителната страница за други значения на Гал.
Гал (международно означение Gal) е единица за измерване на ускорение в системата CGS, използвана предимно в гравиметрията (свързана с геодезията и геофизиката).
1 Gal = 1 cm/s² = 0,01 m/s²
Единицата носи името на италианския астроном и физик Галилео Галилей, затова единицата понякога е наричана и галилео.
Галът има статут на извънсистемна единица и не влиза в групата на единиците от Международната система единици (SI), но се използва в гравиметрията при измерване на ускорението на свободното падане (g). Често се използват също кратните му единици – милигал (mGal), равен на 10−3 Gal, и микрогал (μGal), равен на 10−6 Gal.
Трябва да се отбележи, че, както и при другите единици за измерване, имената на които са образувани от фамилии, названието на единицата се пише с малка буква (гал, милигал, микрогал), а означението ѝ – с главна (Gal, mGal, μGal).

## Стойности
- Стандартната (нормална) стойност на g е 980,665 Gal.[2]
- Средната стойност на g на повърхността на Земята е 979,7 Gal.[1]
- Стойност на вариациите на g:[1]
  - Изменението от полюса до екватора вследствие на центробежната сила е 3,4 Gal.
  - Изменението от полюса до екватора вследствие на сплескаността на Земята е 1,8 Gal.
  - Максималната амплитуда на лунно-слънчевите флуктуации е 0,24 mGal.